# Ehenbichl
Ehenbichl é um município da Áustria, situado no distrito de Reutte, no estado do Tirol. Tem 7,31 km² de área e sua população em 2019 foi estimada em 825 habitantes.